# 遠射
遠射，是足球最常見的術語，即在離門較遠的地方射門。通常在禁區外的射門都被稱為遠射。而一些擅長遠射的球員，則被稱為遠射手。

## 著名的遠射手
- － 在1998-99球季的英超距門約60碼一腳笠死溫布頓門將，因此「一笠成名」。當然距門20-40碼都不會難倒他。
- － 已退役巴西左閘，曾與碧咸一起效力皇馬，他的遠射雷霆萬鈞，而且任何角度及距離都可以得手，在多季前的西甲曾經在左路底線射入一記近乎零角度的金球。亦在1999年的洲際杯以一記37碼外，時速119公里的「超級腳趾尾拉西罰球」射破法國隊。
- － 意甲史上第一罰球手，在意甲共射入了27個任意球。1998年12月13日，米赫洛域代表拉素在意甲聯賽中出戰森多利亞時完成了任意球帽子戏法。
- － 已退役英格蘭中場，攻守兼備之餘還有極重的遠射腳頭，在2005-06球季利物浦對韋斯咸的英格蘭足總杯決賽中35碼外窩利射入世界波，間接幫助紅軍奪標。
- － 已退役英格蘭翼鋒，曾在2006年世界杯以一記35碼外的窩利遠射攻破了瑞典，可惜最後英格蘭被瑞典2比2打和。
- 懷斯 － 挪威左閘，亦是謝拉特的利物浦隊友，遠射腳頭比謝拉特更重，曾經在對曼聯的英足杯中射出砲彈式罰球意外弄傷。
- － 拜仁的荷蘭中場，其重砲在任何距離都能起作用。
- － 車路士的德國國腳，射門腳頭極重，在禁區頂最能發揮威力。
- 保馬 － 曾在PSV燕豪芬效力，現時效力阿士東維拉的荷蘭中堅，雖然身材偏矮，但遠射是他的看家本領，距門20-30碼都是他的射程範圍。
- － 羅馬的星級前鋒，在任何距離都可以射門，而且間中都會射入一些高難度的入球，最叫人難忘的是離門約20碼及角度極窄的情況下接應卡斯錫迪的長傳窩利抽入，並成為2006-07球季十大金球總亞軍。
- 亚历山德罗·迪亚曼蒂 － 由意大利丙組聯賽某球會轉投利禾奴的中場球員，擁有極好的遠射能力，為利禾奴射進的4球全都是遠射和罰球。
- － 國際米蘭的塞爾維亞進攻中場，也是塞爾維亞國家隊的隊長，2006-07球季狀態極佳，射進6球，當中第4周對基爾禾時一記30碼外重砲轟入死角，此球以一哥姿態上金球榜後，以非常緩慢的速度下降，結果在最後一周依然留在榜上，排名第9。
- 劳塔罗·马丁内斯 - 阿根廷中鋒，現效力於意大利甲組足球聯賽球隊國際米蘭